# Кособудз
Кособудз (пол. Kosobudz) — село в Польщі, у гміні Лаґув Свебодзінського повіту Любуського воєводства.
Населення — 161 особа (2011).
У 1975-1998 роках село належало до Зеленогурського воєводства.

## Демографія
Демографічна структура станом на 31 березня 2011 року:
|          | Загалом | Допрацездатний вік | Працездатний вік | Постпрацездатний вік |
| -------- | ------- | ------------------ | ---------------- | -------------------- |
| Чоловіки | 87      | 16                 | 61               | 10                   |
| Жінки    | 74      | 13                 | 39               | 22                   |
| Разом    | 161     | 29                 | 100              | 32                   |